# SN 1998ac
SN 1998ac – supernowa typu Ia odkryta 27 lutego 1998 roku w galaktyce A093120-0516. W momencie odkrycia miała maksymalną jasność 23,70m.